# Бесспорное взыскание
Бесспорное взыскание (англ. indisputable penalty или incontrovertible penalty) — принудительное взыскание долга с физического и юридического лица без обращения с требованием в суд, арбитраж и другие органы. Бесспорное взыскание производится по распоряжению уполномоченных органов и исполнительным документам (например, надписям нотариусов) в достаточно очевидных случаях.
В законодательствах всех стран описывается порядок, согласно которому кредитор может взыскать с должника денежные средства по неисполненному (ненадлежащим образом исполненному) обязательству без обращения в суд. Согласно этому порядку, банку выдаётся распоряжение о принудительном взыскании денежных средств со счёта должника; банк также может списать средства по исполнительной надписи нотариуса. Порядок бесспорных взысканий может быть прописан в гражданских правоотношениях, в частности в договоре между банком и клиентом. Порядок бесспорного взыскания может быть регламентирован и налоговым законодательством (например, п.2 и 3 статьи 76 НК РФ), а также любым другим законодательством, регулирующим налоговые правоотношения. Бесспорные взыскания с физических лиц могут осуществляться путём удержания их заработной платы, пенсий и тому подобного.
Законодательство Российской Федерации о нотариате определяет перечень документов, по которым взыскание задолженности производится в бесспорном порядке на основании исполнительных надписей:
1. По договору займа — договор займа (залоговый билет);
2. По договору хранения — договор хранения, именная сохранная квитанция;
3. По договору проката — договор проката, документ, подтверждающий передачу арендодателем имущества арендатору, и расчёт задолженности арендатора.